# Pouzolzia longipes
Pouzolzia longipes är en nässelväxtart som beskrevs av Ellsworth Paine Killip. Pouzolzia longipes ingår i släktet Pouzolzia och familjen nässelväxter. Inga underarter finns listade i Catalogue of Life.